# Estrela do Norte (San Paolo)
Estrela do Norte è un comune del Brasile nello Stato di San Paolo, parte della mesoregione di Presidente Prudente e della microregione omonima.